# Ірландець (фільм, 2019)
«Ірландець» (англ. The Irishman) — американський драматичний фільм режисера Мартіна Скорсезе за сценарієм Стівена Заілляна, на основі мемуарів «Я чув, ти фарбуєш будинки» колишнього прокурора США Чарльза Брандта. Головні ролі виконали Роберт Де Ніро, Аль Пачино, Джо Пеші, Боббі Каннавале, Гарві Кейтель і Рей Романо. Прем'єра фільму відбулася 27 вересня 2019 року на 57-му Нью-Йоркському кінофестивалі, а 27 листопада вийшов на Netflix. В Україні з'явився на Netflix 31 жовтня 2019 року.

## Сюжет
Згідно з опублікованим синопсисом, фільм розповідає про діяча профспілок і мафіозі Френка Ширана на прізвисько «Ірландець», на рахунку якого загибель двадцяти п'яти гангстерів, в тому числі знаменитого профспілкового діяча Джиммі Гоффа.

## Створення
Мартін Скорсезе довгий час мав намір зняти «Ірландця» і запросити на головні ролі Роберта Де Ніро, Джо Пеші і Аль Пачино. У вересні 2014 року Пачино підтвердив свою участь в проєкті, який повинен був стати наступною роботою режисера після «Мовчання». Боббі Каннавале також увійшов до акторського складу підготовлюваного проєкту. У жовтні наступного року Де Ніро оголосив, що робота над фільмом все ще ведеться і зйомки можуть початися у 2016 році. Тоді ж Скорсезе підтвердив, що Стівен Заіллян вже веде роботу над сценарієм.
У травні 2016 року було оголошено, що права на фільм будуть запропоновані на 69-му Каннському кінофестивалі. Мексиканська продакшн компанія Fábrica de Cine запропонувала суму фінансування в 100 мільйонів доларів, але Paramount Pictures зберігала за собою внутрішні права у роботі над фільмом.
У лютому 2017 року Paramount Pictures знизила права на дистрибуцію для стрічки після оголошення, що Fábrica de Cine не буде фінансувати фільм через більший бюджет. Netflix потім придбала фільм за 105 мільйонів доларів і погодилась профінансувати бюджет у розмірі 125 мільйонів доларів США з датою релізу, встановленою на 2019 рік. 5 березня 2018 року також було повідомлено, що бюджет фільму збільшився зі 125 до 140 мільйонів доларів, здебільшого через візуальні ефекти, необхідні для того, щоб Де Ніро, Пеші та Пачино виглядали на 30 років молодше у фільмі. До серпня 2018 року вартість зросла до 175 мільйонів доларів, що є найдорожчою картиною в кар'єрі Скорсезе.

## Критика
У перший тиждень фільм подивилися 26,4 млн глядачів, підключених до Netflix. Водночас лише п'ята частина з них додивилися його до кінця.

## В ролях
| Актор               | Роль                    |
| ------------------- | ----------------------- |
| Роберт Де Ніро      | Френк «Ірландець» Ширан |
| Аль Пачино          | Джиммі Хоффа            |
| Джо Пеші            | Рассел Буфаліно         |
| Рей Романо          | Білл Буфаліно           |
| Боббі Каннавале     | Фелікс Дітулліо         |
| Анна Паквін         | Пеггі Ширан             |
| Стівен Ґрем         | Ентоні Провензано       |
| Гарві Кейтель       | Анджело Бруно           |
| Джессі Племенс      | Чакі О'Брайен           |
| Стефані Курцуба     | Ірен Ширан              |
| Джек Г'юстон        | Роберт Кеннеді          |
| Доменік Ломбардоцці | Ентоні Салерно          |
| Стівен Ван Зандт    | Джеррі Вейл             |